# Radicaal 156
Van de in totaal 214 Kangxi-radicalen heeft radicaal 156 de betekenis rennen. Het is een van de twintig radicalen die bestaat uit zeven strepen.
In het Kangxi-woordenboek zijn er 285 karakters die dit radicaal gebruiken.

## Karakters met het radicaal 156

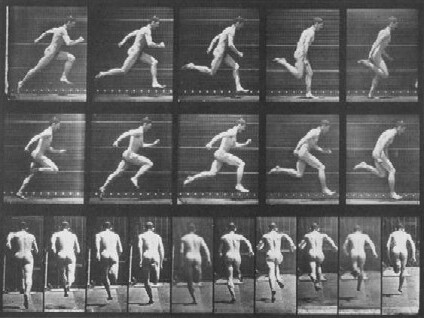
Rennende man door Eadweard Muybridge.

| Strepen | Karakter                               |
| ------- | -------------------------------------- |
| + 0     | 走 赱                                  |
| + 2     | 赲 赴 赵                               |
| + 3     | 赳 赶 起 赸                            |
| + 4     | 赹 赺 赻 赼 赽 赾 赿                   |
| + 5     | 趀 趁 趂 趃 趄 超 趆 趇 趈 趉 越 趋    |
| + 6     | 趌 趍 趎 趏 趐 趑 趒 趓 趔             |
| + 7     | 趕 趖 趗 趘 趙 趚                      |
| + 8     | 趛 趜 趝 趞 趟 趠 趡 趢 趣 趤 趥 趦 趧 |
| + 10    | 趨                                     |
| + 12    | 趩 趪 趫 趬 趭                         |
| + 13    | 趮                                     |
| + 14    | 趯 趰                                  |
| + 16    | 趱                                     |
| + 19    | 趲                                     |